# Piłka wodna na Letnich Igrzyskach Olimpijskich 1904
Wyniki zawodów piłki wodnej rozegranych podczas Igrzysk Olimpijskich w St. Louis. W zawodach wystartowały tylko 3 drużyny, wszystkie ze Stanów Zjednoczonych. Do uczestnictwa przystąpić chciała niemiecka drużyna, jednak nie została dopuszczona, ponieważ jej zawodnicy nie reprezentowali jednego klubu.
Turniej był rozgrywany w Forest Park, a wielu zawodników zachorowało po turnieju z powodu złej jakości wody. Mniej niż rok po rozgrywkach czterech piłkarzy wodnych zmarło po zawodach na dur brzuszny.

## Medaliści
| Złoto | Srebro | Brąz |
| New York Athletic Club - David Bratton - George Van Cleaf - Leo Goodwin - Louis Handley - David Hesser - Joe Ruddy - James Steen | Chicago Athletic Association - Rex Beach - Jerome Steever - Edwin Swatek - Charles Healy - Frank Kehoe - David Hammond - Bill Tuttle | Missouri Athletic Club - John Meyers - Manfred Toeppen - Gwynne Evans - Amedee Reyburn - Frank Schreiner - Augustus Goessling - Bill Orthwein |

## Wyniki

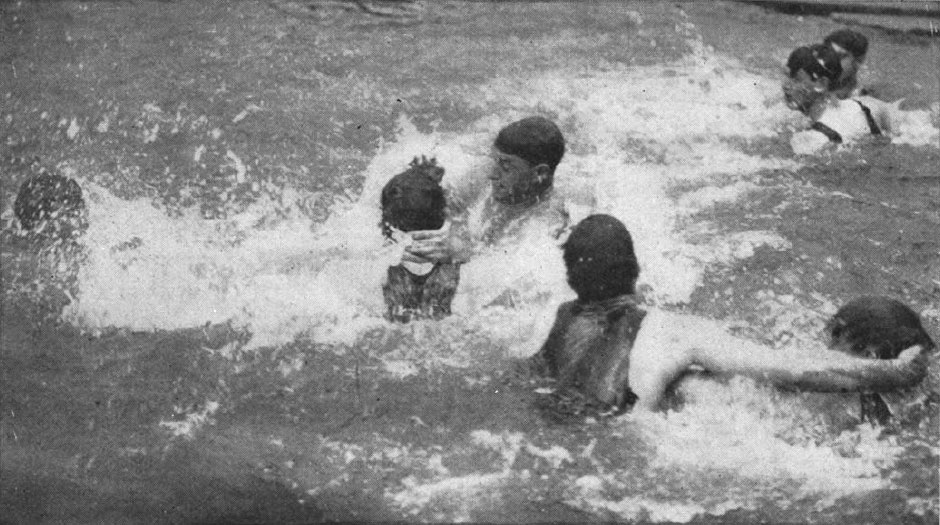
Jedno ze spotkań podczas IO 1904

- New York Athletic Club 6:0 Chicago Athletic Association

5 – Leo Goodwin
1 – David Hesser
- New York Athletic Club 5:0 Missouri Athletic Club

3 – Leo Goodwin
1 – Louis Handley
1 – David Hesser

## Tabela medalowa
| Lp.   | Państwo                 | Złoto | Srebro | Brąz | Razem |
| ----- | ----------------------- | ----- | ------ | ---- | ----- |
| 1     | Stany Zjednoczone (USA) | 1     | 1      | 1    | 1     |
| Razem | Razem                   | 1     | 1      | 1    | 3     |